# Cudot
Cudot ist eine französische Gemeinde im Département Yonne (Region Bourgogne-Franche-Comté) im Arrondissement Sens und im Kanton Joigny (bis 2015: Kanton Saint-Julien-du-Sault). Die Gemeinde hat 392 Einwohner (Stand: 1. Januar 2022), die Cudotiens genannt werden.

## Geographie
Cudot liegt etwa 37 Kilometer westnordwestlich von Auxerre. Umgeben wird Cudot von den Nachbargemeinden Saint-Loup-d’Ordon im Norden und Nordwesten, Saint-Martin-d’Ordon im Norden, Verlin im Nordosten, Précy-sur-Vrin im Osten sowie Charny Orée de Puisaye im Süden und Westen.

## Bevölkerungsentwicklung
| Jahr                      | 1962 | 1968 | 1975 | 1982 | 1990 | 1999 | 2006 | 2013 |
| ------------------------- | ---- | ---- | ---- | ---- | ---- | ---- | ---- | ---- |
| Einwohner                 | 400  | 325  | 296  | 246  | 237  | 273  | 341  | 340  |
| Quelle: Cassini und INSEE |      |      |      |      |      |      |      |      |

## Sehenswürdigkeiten
- Kirche Notre-Dame-de-l’Assomption aus dem 12. Jahrhundert, Monument historique

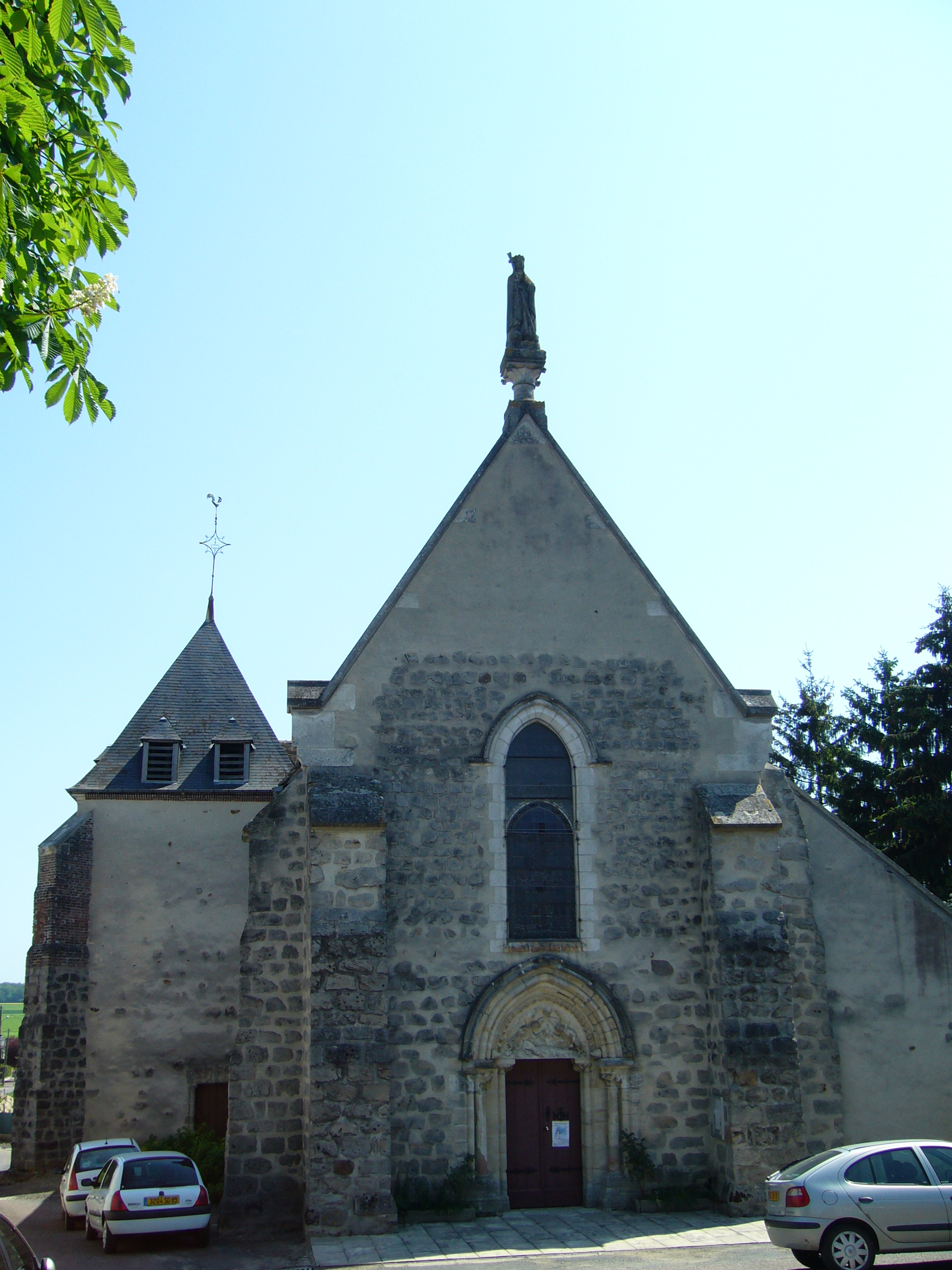
Kirche Notre-Dame-de-l’Assomption

- Schloss Cudot

## Persönlichkeiten
- Alpais (1155 oder 1157–1211), Eremitin